# Björn Stein
Björn Leonard Stein[uttal saknas], född 17 november 1970 i Annedal i Göteborg, är en svensk regissör och filmklippare.
Stein utbildade sig först inom kommunikation och media, därefter fortsatte han med studier i filmvetenskap, samt på Stockholms Filmskola. Han arbetar ofta tillsammans med regissören och manusförfattaren Måns Mårlind.

## Regi i urval
- 2002 – Spung (TV-serie)
- 2002 – Disco kung-fu
- 2004 – De drabbade (TV-serie)
- 2005 – Storm
- 2006 – Snapphanar (TV-serie)
- 2010 – Shelter
- 2012 – Underworld: Awakening
- 2013 – Känn ingen sorg
- 2020 – The Defeated (TV-serie) (TV-serie)